# 산타마르타호저
산타마르타호저(Coendou sanctamartae)는 아메리카호저과에 속하는 설치류의 일종이다. 콜롬비아 북부의 세라니아 델 페리자 산맥과 시에라 네바다 데 산타 마르타 산맥의 해발 500m와 1100m 사이 저지대 경사면의 건조림에서 알려져 있으며, 저지대 사이에서도 각각 발견되고, 베네수엘라 인근 지역에서도 서식하는 것으로 추정된다. 브라질호저의 아종으로 간주되기도 했다. 핵형은 2n=74, FN=82이다.